# Almotácime
Abu Ixaque Abaz Almotácime ibne Harune (em árabe: أبو إسحاق عباس المعتصم بن هارون; romaniz.: Abū ʾIsḥāq al-Muʿtaṣim ibn Hārūn; lit. "Abu Ixaque Almotácime, filho de Harune"), melhor conhecido como Almotácime, foi o califa abássida entre 833 e 842, sucedendo ao seu irmão Almamune. Ele é considerado como um exemplo de magnanimidade nas comunidades árabes por sua participação no incidente que ficou famoso com o nome de "Wa Mu'tasimah" (em árabe: وا معتصماه).

## Primeiros anos
Abu Ixaque é filho de uma escrava turca e do califa Harune Arraxide. Atabari relata que, em 815-816, ele liderou uma peregrinação a Meca. No ano seguinte, ele comandou uma força militar enviada pelo seu pai contra os carijitas. Em 829-830, Abu Ixaque lutou contra rebeldes no Egito e mandou executar alguns dos líderes e, em 831, se juntou a Almamune em uma campanha contra os bizantinos, liderando uma força militar que capturou trinta fortalezas inimigas.

## Califado
Atabari relata que Almotácime foi aclamado califa em 9 de agosto de 833. Ele imediatamente ordenou que a base militar de Almamune em Tiana fosse desmantelada. Ele também enviou Ixaque ibne Ibraim ibne Muçabe para sufocar os rebeldes curramitas de Hamadã, cujo líder, Nácer, após ser derrotado, fugiu para o Império Bizantino. Um outro general de Almotácime, Ujaife ibne Ambaçá, derrotou os jates, no Iraque, e levou uma quantidade deles para desfilar perante o califa numa parada naval. Enviados para lutar na fronteira bizantina, os jates foram derrotados.
Um dos mais complicados problemas enfrentados por este califa - e seu pai antes dele - foi a revolta de Pabeco, o Curramita. Babaque se rebelou pela primeira vez ainda em 816 e derrotou sucessivas forças enviadas contra ele. Finalmente, Almotácime deu instruções específicas para o seu general Caidar ibne Cavus Alafexim, que, em seguida, pacientemente derrotou o rebelde. Babaque foi levado para Samarra em 837-838, entrando na cidade de forma espetacular montado num elefante. Ele foi executado e sua cabeça foi levada para o Coração. Seu irmão também foi executado em Bagdá.
No mesmo ano da morte de Babaque, o imperador bizantino Teófilo lançou um ataque contra diversas fortalezas abássidas. Almotácime articulou um bem planejado contra-ataque e Alafexim acabou derrotando Teófilo em 21 de julho de 838 na Batalha de Anzen. Ancira finalmente caiu perante um exército muçulmano de 50 000 soldados (além de 50 000 camelos e 20 000 mulas) e dali o exército muçulmano avançou até a fortaleza de Amório. Um prisioneiro escapou e informou o califa que uma parte da muralha de Amório era apenas um muro de fachada e, ao concentrar o bombardeio ali, Almotácime conseguiu conquistou e saqueou a cidade.

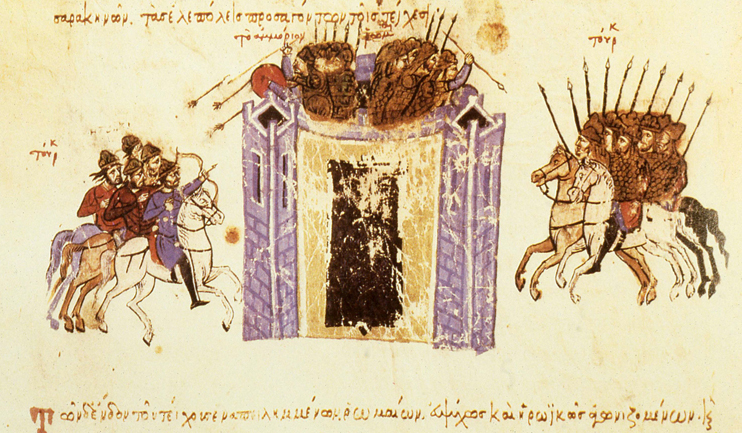
Cerco de Amório.
século XI/XII. Iluminura do manuscrito conhecido como Escilitzes de Madrid

Durante o retorno para casa, ele ficou sabendo de uma séria conspiração liderada por Alabás ibne Almamune, filho de seu irmão e antecessor, Almamune, com diversos comandantes militares envolvidos. Após uma investigação liderada pelo fiel general Axinas, Alabás foi executado juntamente com, entre outros, Alxá ibne Sal, Amir Alfargana, Ujaife ibne Ambaçá e Acmade ibne Calil. Este evento tem sido considerado como um dos motivos da crescente confiança depositada pelos califas em seus comandantes "turcos" (gulans), imunes à política tribal dos árabes, e prelúdio do conturbado período conhecido como "Anarquia em Samarra" décadas depois.

### Gulans
Os gulans foram introduzidos no Califado Abássida durante o reinado de Almotácime. Eram soldados-escravos tomados como prisioneiros em regiões conflagradas - uma forma primitiva do sistema que depois seria consagrado pelos mamelucos - que compunham a guarda pessoal do califa. Os gulans, que eram leais apenas ao califa,  revoltaram-se diversas vezes na década de 860, assassinaram quatro califas e terminaram substituídos pelo sistema mameluco, que se baseava em crianças turcas capturadas, treinadas e ensinadas em terras islâmicas.
Os gulans, juntamente com os shakiriya, que foram introduzidos no reinado de Almamune, já eram fonte de irritação no exército do califa. Os gulans turcos e armênios causaram agitação na população de Bagdá, provocando revoltas em 836 e a mudança da capital para Samarra no final do mesmo ano, situação que perduraria até 892, quando Almutâmide retornou a corte para Bagdá.

## Anos finais e morte
A dinastia taírida, cuja ascensão se iniciara durante o reinado de Almamune após o governo da província militar do Grande Coração ter sido conferida a Tair ibne Huceine, continuou a ganhar poder. Eles receberam os governos de Samarcanda, Fergana e Herate. Ao contrário da maioria das províncias do califado, que eram comandadas de perto por Bagdá e Samarra, as províncias sob o controle dos taíridas eram isentas de tributos e da supervisão central. A independência da dinastia contribuiu muito para o declínio dos abássidas no oriente.
Em 838-839, Maziar, que detestava os taíridas, se rebelou contra eles. Ele já havia tentado anteriormente pagar os tributos da região do Cáspio diretamente para o agente do califa ao invés de pagá-los a Abedalá ibne Tair. Alafexim, que desejava tomar o lugar de Abedalá como governador do Coração, se aliou com Maziar.
Abedalá e Almotácime enviaram seus exércitos para exterminarem a revolta. O comandante de Abedalá, Haiane ibne Jabalá, convenceu o comandante de Maziar, Carine ibne Xariar, a traí-lo. Após diversas deserções e conspirações, Maziar foi derrotado e o grande general Alafexim acabou preso e assassinado em maio ou junho de 841.
Atabari relata que o califa ficou doente em 21 de outubro de 841. Seu médico pessoal havia morrido no ano anterior e o novo, ao não seguir o tratamento normal, teria sido a causa da doença. Almotácime morreu em 5 de janeiro de 842 e foi sucedido por seu filho, Aluatique.

## Influência
O grande matemático árabe Alquindi atuava na corte de Almotácime - na famosa Casa da Sabedoria (Bayt al-Hikma) - e foi o tutor do filho do califa. Ele pode manter seus estudos sobre geometria e álgebra graças ao patrocínio do califa.
Ideologicamente, Almotácime seguiu os passos de seu meio-irmão Almamune, continuando a apoiar a seita islâmica dos mu'tazila, mantendo a mihna como forma de intimidar seus inimigos, como o imam Amade ibne Hambal.